# Parachlaenius
Parachlaenius is een geslacht van kevers uit de familie van de loopkevers (Carabidae). De wetenschappelijke naam van het geslacht is voor het eerst geldig gepubliceerd in 1894 door Kolbe.

## Soorten
Het geslacht Parachlaenius omvat de volgende soorten:
- Parachlaenius bequaerti Alluaud, 1930
- Parachlaenius diacritus Alluaud, 1930
- Parachlaenius discolor Alluaud, 1930
- Parachlaenius emini Kolbe, 1894
- Parachlaenius marshalli Straneo, 1947
- Parachlaenius punctatus (LaFerte-Senectere, 1853)
- Parachlaenius rhodesianus Straneo, 1947
- Parachlaenius ruandanus Burgeon, 1935
- Parachlaenius trochantericus (Kolbe, 1894)
- Parachlaenius violaceus Peringuey, 1899